# Bouges-le-Château
Bouges-le-Château är en kommun i departementet Indre i regionen Centre-Val de Loire i de centrala delarna av Frankrike. Kommunen ligger i kantonen Levroux som tillhör arrondissementet Châteauroux. År 2022 hade Bouges-le-Château 264 invånare.

## Befolkningsutveckling
Antalet invånare i kommunen Bouges-le-Château
Referens:INSEE